# ナナーズ
株式会社ナナーズ (NANA'S) は、長野県東信地方を営業基盤とするスーパーマーケット「ナナーズ」を運営する企業。本社は南佐久郡川上村。
全日食チェーン加盟店。

## 歴史
1923年（大正12年）、川上村に「菊池商店」として創業。30坪の小さな店舗であった。
3代目で現社長である菊池芳徳は、経営コンサルタントの渥美俊一に師事し、ペガサスクラブに入会。アメリカの田舎町にあるウォルマートの店舗などを手本に事業拡大を決断。店名は長女の名前から取り、1995年（平成7年）7月7日、人口5000人弱の村に300坪の売場面積をもつナナーズ川上店をオープンさせた。
2023年（令和5年）に東御店がオープン。基盤としていた佐久地域以外へ初の出店となった。

### 沿革
- 1923年（大正12年） - 「菊池商店」として創業。
- 1989年（平成元年） - 「株式会社ナナーズ」設立。
- 1995年（平成7年） - 店名をナナーズに変更。「ナナーズ川上店」開店。
- 2011年（平成23年） - 「ナナーズ小海店」開店。
- 2016年（平成28年） - 「ナナーズ安原店」開店。
- 2023年（令和5年） - 「ナナーズ東御店」開店。

## 店舗
長野県東信地方に4店舗を展開する。
- 川上店 - 川上村大深山1186
- 小海店 - 小海町豊里2078-1
- 安原店 - 佐久市安原字東大久保1270-1
- 東御店 - 東御市滋野乙2511-1

## 特徴
フランスの経済学者ルネ・ユーリックの言葉「大きな町には小さく作れ、小さな町には大きく作れ」を参考に、川上村に大型スーパーマーケットを開店させた。
各店舗にイートインコーナーを設け、昼時には定食も提供している。
セルフレジを設置せず、袋詰めまで店員が行うことをこだわりとしている。